# És most merre? (Bűbájos boszorkák)
Az És most merre? a Bűbájos boszorkák című filmsorozat 88. epizódja, a 4. évad 22. része. Elsőként a The WB adó vetítette 2002. május 16-án Amerikában. Magyarországon 2004. október 28-án került bemutatásra a TV2 műsorán.

## Apróságok
- Az évadvégi ajtóbezárást ezúttal a Végzet Angyala intézte el.
- Piper teherbe esik.
- Bruce Campbell és Alyssa Milano a Goldrush (Alaszka aranya) című filmnek a főszereplői.

## Epizód más nyelveken
- Angol: Witch Way Now?
- Német: Der Engel des Schicksals
- Olasz: La Fine del Trio?
- Francia: Choix Final
- Spanyol: Brujas o No Brujas

## Cselekmény
Phoebe egyre több jelet kap arról, hogy Cole talán mégsem halt meg. Úgy dönt, hogy meglátogatja őt a démoni alvilágban. Azonban a lányoknak most vigyázniuk kell a varázslással, mert egy mindenre elszánt FBI-ügynök lépten-nyomon követi őket mindenhová. Eközben megjelenik a Végzet Angyala, aki 24 órás ultimátumot ad, hogy eldöntsék a bűbájosok: maradnak-e boszorkányként vagy lemondanak az örökségükről.